# Odynerus pretiosus
Odynerus pretiosus är en stekelart som beskrevs av Dusmet. Odynerus pretiosus ingår i släktet lergetingar, och familjen Eumenidae. Inga underarter finns listade i Catalogue of Life.